# 임수아
임수아(1951년 11월 16일 ~ 2025년 5월 22일)는 대한민국의 성우이다. 원래는 1968년 TBC 4기에 입사했는데, 언론통폐합으로 인해 현재는 한국방송 성우극회 10기로 분류된다.

## 주요 출연작품

### 애니메이션
- 갓슈벨 (대원방송) - 앙앙
- 검비의 모험 (투니버스) - 뚱보
- 꼬마유령 캐스퍼 (KBS) - 반쉬
- 꽃나라 요술봉 (KBS) - 뚱뚱 부인
- 내 사랑 미운 오리새끼 (KBS) - 에스메랄다 사장
- 내일의 나쟈 (투니버스) - 애플필드 원장
- 달려라 바우 (KBS) - 할머니
- 더그의 일기 (투니버스) - 딩크 부인
- 들장미 소녀 제니 (KBS)
- 루니툰 (카툰네트워크) - 할머니
- 마법소녀 리나 (SBS) - 아쿠아 할머니
- 모래요정 바람돌이 (KBS) - 엄마
- 몬스터 (투니버스) - 아이1
- 몬타나 존스 (KBS) - 아가사 숙모
- 명탐정 코난 (투니버스) - 조남순 / 배미옥
- 미래소년 코난 (KBS) - 몬스키 / 메이델 아주머니
- 미치코와 핫친 (애니박스) - 노파
- 바질리스크 ~코우가인법첩~ (애니박스) - 오겐
- 벨과 마법의 성 (KBS) - 미세스 팟츠
- 붕가부 (KBS) - 아꽁 박사
- 빨간 머리 앤 (KBS) - 린드 부인
- 소년탐정 김전일 (투니버스) - 김애라 사장
- 숲 속의 백설공주 (SBS)
- 스페이스 힙합덕 (KBS) - 여원장 / 간호사2
- 아이실드 21 (챔프) - 팬서 할머니
- 우리는 챔피언 (SBS) - 엄마
- 은발의 아기토 (애니박스) - 욜다
- 이상한 나라의 앨리스 (KBS) - 엄마
- 컴퓨터 특공대 (SBS)
- 피그마리오 (MBC)

### 극장용 애니메이션
- 노틀담의 꼽추 2 - 라벤느
- 미녀와 야수 - 포트 부인 (앤절라 랜즈베리)
- 브라더 베어 - 타나나
- 잠자는 숲 속의 공주 - 메리웨더
- 크루즈 패밀리 - 그랜 (클로리스 리치먼)
- 포카혼타스 - 윌로우 (린다 헌트)

### 영화
- 게이샤의 추억 (KBS) - 아줌마 (채천)
- 굿모닝 맨하탄 (KBS) - 마지 (술라바 데쉬판데)
- 귀향 (KBS) - 이레네 (카르멘 마우라)
- 그래도 베니스가 좋다 (KBS)
- 까미유 끌로델 (KBS)
- 후크 (MBC)
- 꿈꾸는 아프리카 (SBS)
- 나일 살인사건 (KBS) - 슈일러 (베티 데이비스)
- 낫씽 투 루즈 (KBS)
- 내 사랑 컬리 수 (KBS)
- 너티 프로페서 (SBS) - 셔먼의 할머니(에디 머피)
- 뉴욕 아이 러브 유 (KBS) - 미치 (클로리스 리치먼)
- 당신이 잠든 사이에 (KBS) - 엘씨(글리니스 존스)
- 댈러웨이 부인 (KBS) - 클라리사의 어머니(자넷 헨프리)
- 데니스 P (KBS) - 데니스 어머니 (붤릭 반 엠멜우이)
- 돈가방을 든 수녀 (SBS)
- 동거남녀 (KBS) - 엄마
- 뒤죽박죽 고향방문 (KBS)
- 라스트 콘서트 (KBS)
- 라이어 라이어 (KBS) - 그레타 (앤 하니)
- 러브 스파이 (KBS) - 올가
- 레터스 투 줄리엣 (KBS) - 도나 (리디아 비온디)
- 로미오와 줄리엣 [1997년 더빙판] (KBS) - 유모 (팻 헤이우드)
- 마이 라이프 (SBS)
- 마이 러브 (KBS) - 마루하 선생님 (로사 마리아 사르다)
- 마이너리티 리포트 (KBS) - 아이리스 (로이스 스미스) / 버지스의 아내(낸시 라인핸 찰스) / 버지스의 비서
- 마이티 (SBS) - 맥스 외할머니 (제나 롤런즈)
- 마틴 쉰의 유죄추정 (SBS)
- 말레나 (KBS)
- 매드 맥스 (KBS) - 메이(셰일라 플로랜스)
- 맨 인 블랙 2 (KBS) - 뉴튼의 엄마
- 메리 라일리 (KBS) - 켄트 부인 (캐시 스탭)
- 메이드 인 아메리카 (KBS)
- 명탐정 디씨 (KBS)
- 무기여 잘 있거라(KBS) - 수간호사(블랑쉬 프리데리시)
- 밀리언 달러 호텔 (KBS)
- 바람과 함께 사라지다 (KBS) - 유모(해티 맥대니얼)
- 백야 (KBS) - 앤 와이어트 (제라르딘 페이지)
- 빌리 엘리어트 (KBS) - 윌킨슨 선생(줄리 월터스)
- 보이즈 게임 (KBS) - 도니의 어머니 (캐롤 신클레어)
- 사랑도 리콜이 되나요 (KBS) - 롭의 엄마(마거릿 트래볼타)
- 사랑의 묘약 (SBS)
- 사랑의 추억 (KBS) - 아만다 (안드리 타인시)
- 샤인 (KBS) - 버릴(베벌리 던)
- 섀도우 (KBS) - 라자르 어머니 (사비나 아즈룰라)
- 센스 앤 센서빌리티 (KBS) - 제닝스 부인 (엘리자베스 스프리그스)
- 셰익스피어 인 러브 (KBS) - 유모(이멜다 스탠턴)
- 소림오조 (SBS) - 홍두의 엄마(엽덕한)
- 소피아 로렌의 아름다운 인생 (SBS)
- 송 포 유 (KBS) - 브렌다 (앤 리드)
- 쉬핑 뉴스 (SBS) - 아그니스 고모 (주디 덴치)
- 시네마 천국 (SBS) - 노년 마리아 (푸펠리아 마지오)
- 신부와 편견 (KBS) - 달씨 엄마(마샤 메이슨)
- 아들은 해결사 (SBS) - 밀드레드 (앤 잭슨)
- 아름다운 세상을 위하여 (SBS)
- 아일랜드 (SBS) - 직원(메리 팻 글리슨)
- 애니 홀 (KBS) - 애니의 엄마(콜린 듀허스트) / 앨비의 선생님(시빌 보완)
- 언컨디셔널 러브 (SBS)
- 에이틴 어게인 (SBS) - 베티(미리암 플린)
- 오명(KBS) - 알렉산더의 모친(레오폴딘 콘스탄틴)
- 오보소도 (SBS)
- 올리버 트위스트 (KBS) -코니(메리 클레어) / 소워베리 부인(캐슬린 해리슨)
- 올리버 트위스트 (KBS, SBS) - 베드윈 부인 (프란세스 쿠카)
- 와호장룡 (KBS) - 벽안호 (정패패)
- 원스 어폰 어 타임 인 아메리카 (KBS)
- 웨일 라이더 (SBS) - 플라워즈 할머니 (비키 호턴)
- 의뢰인 (SBS)
- 의천도룡기 (KBS) - 멸절사태(순문콴)
- 이유 없는 반항 (KBS) - 유모 (마리에타 캔티)
- 이프 온리 (KBS) - 클레어 (다이애나 하드캐슬)
- 일 포스티노 (KBS)
- 작은 아씨들 (KBS) - 마치 대고모 (메리 윅스)
- 잰디의 신부 (KBS) - 잰디의 어머니(아일린 헤커트)
- 절대쌍교 (KBS) - 해운아의 양아머니(엽덕한)
- 제니의 초상 (KBS) - 스피니 부인(에설 배리모어) / 클라라(모드 시몬스) /학생(앤 프랜시스)
- 조제, 호랑이 그리고 물고기들 (KBS) - 할머니 (신야 에이코)
- 지금은 통화중 (KBS)
- 천국의 속삭임 (KBS) - 산타 수녀 (파트리시아 라 폰테)
- 초콜렛 (KBS) - 오델 (레슬리 카론)
- 취권 (SBS)
- 코만도 (KBS) - 레슬리(샤론 와이어트) / 항공 승무원(줄리 헤이엑)
- 콜리야 (KBS)
- 쿨러닝 (KBS) - 데리스의 어머니(폴린 스톤 마이리)
- 타워링 [1983년 더빙판] (KBS)
- 타워링 [1996년 더빙판] (KBS)
- 터미네이터 (SBS)
- 프릭스 (SBS) - 글래디스 (엘린 라이언)
- 피크닉 (KBS) - 오웬 부인
- 하루, 48시간 (KBS) - 멜리나 (베르나데트 라퐁)
- 하몬드가의 비밀 (KBS)
- 하이랜더 4 (SBS)
- 해리포터와 아즈카반의 죄수 - 맥고나걸 (매기 스미스)
  - 해리포터와 불의 잔 - 맥고나걸 (매기 스미스)
- 행복한 날들 (KBS)
- JFK (KBS) - 유모(팻 퍼킨스)
- 102 달마시안 (KBS) - 아그네스 (캐롤 맥레디)
- 12 몽키즈 (SBS)
- 800 블렛 (SBS) - 로시오 (테렐레 파베스)
- 소림오조 (SBS) - 홍두 엄마 (엽덕한)

### 외화
- 칠협오의 (SBS) - 노마님
- 의천도룡기 (KBS) - 멸절사대(이향금)
- 위기의 주부들 (KBS) - 마사 후버 부인 (크리스틴 이스터브룩)
- 닥터 후 (KBS) - 실비아 / 할머니
- 컴퓨터 특공대 (SBS)
- 신드바드 (KBS) - 사피아 (자넷 수즈먼)
- 명탐정 브라운 신부(평화방송) - 맥캐시 부인(소차 쿠삭)
- 더 컬렉션(KBS) - 이베트(프랜시스 데 라 투어)

### 인터넷
- 울어도 좋습니까(옛날방송국) - 원희 어머니
- 그 해 여름(옛날방송국) - 가정부

### 라디오
- KBS 무대 10년(캥거루 가족의 독립운동) (KBS 제2라디오)
- KBS 라디오 극장 10년(덕혜옹주) (KBS 라디오) - 유모
- KBS 라디오 극장 10년(살아있는 날의 시작) (KBS 라디오)
- 소설극장(황진이) (KBS 라디오)
- 소설극장(혼자 눈뜨는 아침) (KBS 라디오)